# جلوس بالتراضي
الجلوس بالتراضي، CL، عبارة عن فلسفة مستقاة من مبادئ الإجماع في صنع القرار يعزز منهجية تعتمد على الموافقة فيما يتعلق بفض النزاعات.
وغالبًا ما تشتمل عملية العثور على الحلول في هذا النموذج على توصيل الاحتياجات الفردية والعصف الذهني للحل المحتمل الذي يتعامل بشكل ناجح مع احتياجات كل الأطراف، اعتمادًا على العثور على الأداء العام.
وتتبنى فلسفة الجلوس بالتراضي مبدأ المساواة الديمقراطي، حيث يتم اعتبار احتياجات ورغبات كل من يشارك بشكل يتسم بالمساواة في عملية حل المشكلات، بغض النظر عن عمر أو منصب الشخص. وبسبب هذا الموقف، يتم اعتبار فلسفة الجلوس بالتراضي في بعض الأوقات على أنها فلسفة لتربية الأبناء، حيث يتم اعتبار الأطفال لهم قول له نفس القدر من الأهمية في عملية اتخاذ القرار في الأسرة.